# 1825 en architecture
| Années de l'architecture : 1822 - 1823 - 1824 - 1825 - 1826 - 1827 - 1828    |
| Décennies de l'architecture : 1790 - 1800 - 1810 - 1820 - 1830 - 1840 - 1850 |

Cet article présente les faits marquants de l'année 1825 en architecture.

## Réalisations
- 25 août : inauguration du premier pont suspendu en France entre Tournon et Tain-l'Hermitage sur le Rhône construit par l'ingénieur français Marc Seguin[1].

- Rajout des portiques sur les façades avant et arrière de la Maison-Blanche à Washington.
- Construction du manoir Tuskulėnai à Vilnius par Karol Podczaszyński.

## Événements
- x

## Récompenses
- Prix de Rome : Joseph-Louis Duc.

## Naissances
- 13 mars : Benjamin Mountfort († 15 mars 1898).
- 14 juillet : Adolf Cluss († 24 juillet 1905).
- 6 novembre : Charles Garnier († 3 août 1898).
- Victor Jamaer († 1902).

## Décès
- 16 février : Jacques-Jean Dutry, architecte belge (° 10 septembre 1746.)